# Piotrowice (powiat jaworski)
Piotrowice (niem. Peterwitz) – wieś w Polsce położona w województwie dolnośląskim, w powiecie jaworskim, w gminie Męcinka, nad potokiem Starucha; 3 km na zachód od Jawora.

## Podział administracyjny
W latach 1945–1954 siedziba gminy Piotrowice. W latach 1975–1998 miejscowość należała administracyjnie do województwa legnickiego.

## Nazwa
Nazwa miejscowości jest patronimiczną nazwą pochodzącą od imienia męskiego Piotr. Końcówka witz zdradza jej słowiańskie pochodzenie. Niemiecki historyk Otto Koischwitz zapisał w swojej książce o ziemi jaworskiej w 1930 roku nazwę miejscowości pod dwiema nazwami: niemiecką Peterwitz oraz polską Pietrowice. Pierwsza wzmianka z 1250 roku miejscowość wymienia jako „Petrouci”. Znajduje się tu wczesnogotycki kościół pw. NMP z XIII wieku wymieniany w dokumencie datowanym na rok 1335 jako „ecclesia de Petrovicz”.

## Historia
Wieś pierwszy raz wzmiankowana w 1250, w XVI w. miał tu miejsce bunt chłopstwa przeciwko wyzyskowi feudalnemu.

## Zabytki
Do wojewódzkiego rejestru zabytków wpisane są obiekty:
- kościół pw. Narodzenia Najświętszej Marii Panny, z pierwszej połowy XIII, zniszczony w 1813 przez wojska napoleońskie, uszkodzony w 1945, odbudowany w latach 1959-1960. W sklepieniu prezbiterium oryginalna dekoracja z wmurowanych garnków, które miały poprawić akustykę wnętrza. Barokowe rzeźby na ołtarzu pochodzą z kościoła w Lubiążu[8]
- cmentarz przy kościele
- zespół pałacowy z pierwszej połowy XVIII-XIX w. składający się z:
  - barokowego pałacu, obecnie w ruinie
  - parku

## Demografia
Pod względem ludności i obszaru jest to największa miejscowość na terenie gminy Męcinka. Według danych Narodowego Spisu Powszechnego z marca 2011 liczba mieszkańców wsi wynosiła 1049.

## Gospodarka
We wsi znajdują się m.in. sklepy spożywcze, warsztat samochodowy, zakłady ślusarskie, szkoła podstawowa oraz kopalnia odkrywkowa bazaltu.

## Oświata
W Piotrowicach funkcjonuje Zespół Szkolno-Przedszkolny.